# Эли, Юджин
Юджин Бёртон Эли (англ. Eugene Burton Ely; 21 октября 1886, Уильямсберг, США — 19 октября 1911, Мейкон, США) — американский лётчик, первый в истории совершил взлёт и посадку, используя палубу корабля. Таким образом, стал пионером палубной авиации.

## Биография
Юджин Эли родился в городе Уильямсберг, штат Айова. В 1901 году окончил 8 классов средней школы в Давенпорте
. По некоторым данным в 1904 году стал выпускником Университета штата Айова. Эли проявлял интерес к гоночным автомобилям и даже участвовал в гонках на них. Работал водителем у католического священника, который разделял его страсть к быстрой езде. При переезде из Айовы-Сити в Давенпорт установил рекорд скорости на автомобиле Franklin. 7 августа 1907 года в Сан-Франциско женился на 17-летней Мейбл Холл. Спустя 2 года они перебрались в Невада-Сити, где Юджин какое-то время подрабатывал извозом.
В начале 1910 года пара переехала в Портленд. Эли занимался продажей автомобилей, работал на предпринимателя и торговца машинами Генри Вемме. Как раз в это время Вемме приобрёл один из первых четырёхцилиндровых бипланов конструкции Гленна Кёртисса Curtiss Model D. Сам Вемме управлять самолётом не мог, но опытный автогонщик Эли убедил его, что сможет поднять самолёт в воздух. Однако первый полёт закончился крушением. Происшествие произошло на малой высоте, но самолёт был сильно повреждён. Эли как виновник аварии выкупил у своего хозяина аэроплан, отремонтировал его и научился летать. Вскоре Эли переехал в Миннесоту, где на одной из авиационных выставок встретил самого Гленна Кёртисса, с которым он договорился о сотрудничестве. 5 октября 1910 года Юджин Эли получил лицензию федерального пилота.

### Первые опыты полётов с кораблей

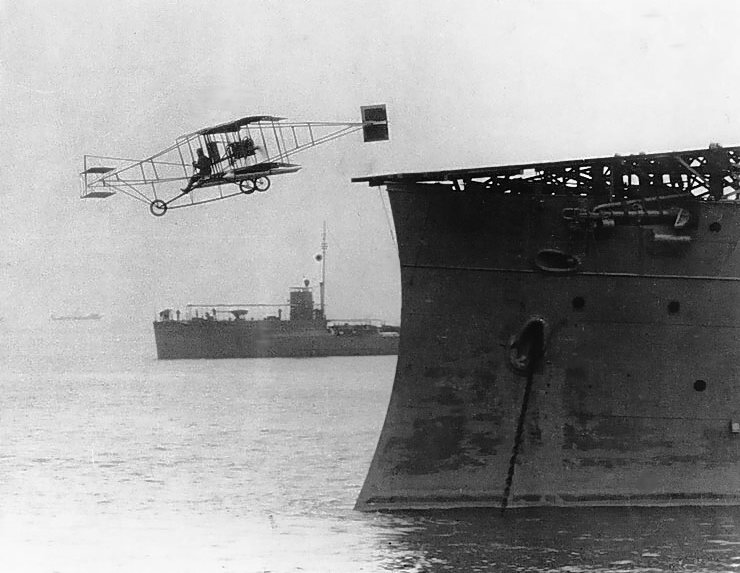
14 ноября 1910 года. Самолёт Curtiss, пилотируемый Юджином Эли,
взлетел с палубы USS Birmingham. На заднем плане эсминец.

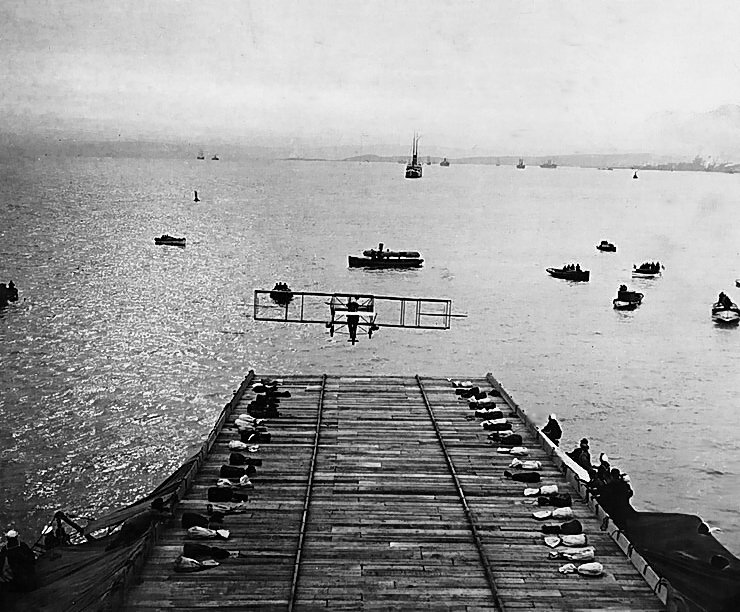
18 января 1911 года. Приземление самолёта Curtiss, пилотируемого Юджином Эли, на палубу крейсера USS Pennsylvania.

В октябре 1910 года Эли и Кёртис на авиационной выставке в Мэриленде встретились с капитаном Вашингтоном Чамберсом, который по заданию министра ВМС США изучал возможности применения авиации для нужд военно-морских сил. Чамберс предложил поучаствовать в испытаниях, и Юджин Эли согласился совершить взлёт с борта корабля. Финансист Джон Райан выделил для эксперимента 500 долларов на сооружения деревянного взлётного настила на палубе корабля. 14 ноября 1910 года биплан Curtiss Model D под управлением Юджина Эли, сделав пробег по 25-метровой платформе на палубе крейсера «Бирмингем», спланировал с высоты 11 метров и совершил посадку на берегу бухты Хэмптон-Роудс. Самолет Эли пролетел 2,5 мили от «Бирмингема». Хотя первоначально планировалось облететь бухту и порт.
18 января 1911 года Юджин Эли совершил первую в истории успешную посадку на борт корабля. Взяв курс с ипподрома в Сан-Бруно на залив Сан-Франциско, Эли посадил Curtiss на палубе броненосного крейсера «Пенсильвания». При этом впервые были применены такие технические новшества, как посадочный крюк и аэрофинишёр, которые до сих пор используются самолётами для посадки на палубу авианосцев. Цирковой артист и авиатор Хью Робинсон разработал целый комплекс мер, который должен был сделать посадку на корабль максимально безопасной. Посадочная платформа на корабле была установлена под углом, передний край находился выше кормового. Это способствовало скорейшему сбросу скорости самолёта. Во избежание опрокидывания биплана за борт корабля по бокам палубы были установлены брусья и экраны из парусины. На продольном элементе шасси самолёта Эли были закреплены три крюка, которые цеплялись за тросы, растянутые поперёк полосы и привязанные к мешкам с песком — так осуществлялось торможение. Эли признался, что взлёт и посадка на судно — довольно простое дело: «Я гарантирую успех в девяти случаях из десяти».

### Гибель
19 октября 1911 года во время демонстрационного полёта в Мейконе Юджин Эли не смог вовремя вывести самолёт из пикирования, это привело к крушению. Эли получил перелом шеи и спустя несколько минут скончался. Зрители разобрали обломки самолёта и некоторые вещи Юджина на сувениры. Был похоронен в родном Уильямсберге.

## Память и награды
16 февраля 1933 года Конгресс посмертно наградил Юджина Крестом лётных заслуг за «значительный вклад в создание военно-морской авиации ВМС США». Сегодня имя Юджина Эли можно увидеть на выставке раритетов американской морской авиации на военно-морской базе ВМС США Норфолк, а также на гранитном памятном знаке, установленном в городе Ньюпорт-Ньюс, в районе которого в 1910 году Эли совершил свой исторический полёт с крейсера «Бирмингем».